# Finale della Coppa UEFA 2008-2009
La finale della 38ª edizione della Coppa UEFA si è disputata il 20 maggio 2009 allo Stadio Şükrü Saraçoğlu di Istanbul, tra gli ucraini dello Šachtar e i tedeschi del Werder Brema.
L'incontro, arbitrato dallo spagnolo Luis Medina Cantalejo, ha visto la vittoria degli ucraini che si sono imposti per 2-1 sui tedeschi dopo i tempi supplementari, conquistando il trofeo per la prima volta in assoluto. Lo Šachtar ha così ottenuto il diritto di affrontare i vincitori della UEFA Champions League 2008-2009, gli spagnoli del Barcellona, nella Supercoppa UEFA 2009.

## Le squadre
| Squadre      | Partecipazioni precedenti |
| ------------ | ------------------------- |
| Šachtar      | Nessuna                   |
| Werder Brema | Nessuna                   |

## Il cammino verso la finale
Lo Šachtar di Mircea Lucescu, proveniente dalla fase a gironi della UEFA Champions League, esordisce nei sedicesimi contro gli inglesi del Tottenham, che vengono sconfitti con un risultato complessivo di 3-1 tra andata e ritorno. Agli ottavi di finale i russi del CSKA Mosca, dopo aver vinto 1-0 al Lužniki, vengono battuti 2-0 a Donec'k col rigore di Fernandinho e la rete di Luiz Adriano. Ai quarti i francesi dell'Olympique Marsiglia capitolano in entrambi i match, 2-0 in Ucraina con gol di Hübschman e Jádson e poi 2-1 in Francia con reti di Fernandinho e Luiz Adriano, per un aggregato totale di 4-1. In semifinale i connazionali della Dinamo Kiev, dopo aver pareggiato 1-1 al Lobanovs'kyj, vengono superati per 2-1 all'Olimpijs'kyj grazie alle reti di Jádson e Ilsinho, le quali permettono l'accesso alla finalissima col risultato complessivo di 3-2 nel doppio confronto. Per la squadra di Lucescu si tratta della prima finale in questa competizione, nonché la prima in assoluto a livello europeo, diventando inoltre il primo club ucraino (escludendo l'era sovietica) a raggiungere l'atto conclusivo di una qualsiasi coppa continentale.
Il Werder Brema di Thomas Schaaf, proveniente dalla fase a gironi della UEFA Champions League, esordisce nei sedicesimi contro gli italiani del Milan, che vengono eliminati grazie alla regola dei gol in trasferta dopo il pareggio iniziale per 1-1 al Weserstadion e quello successivo per 2-2 a San Siro. Agli ottavi di finale i francesi del Saint-Étienne vengono prima battuti 1-0 in Germania con rete di Naldo e poi fermati sul 2-2 in Francia grazie ai gol di Prödl e Pizarro. Ai quarti gli italiani dell'Udinese, capaci di eliminare in precedenza i campioni uscenti dello Zenit S. Pietroburgo, vengono sconfitti con un risultato complessivo di 6-4 tra andata e ritorno. In semifinale i connazionali dell'Amburgo, dopo aver espugnato il Weserstadion col risultato di 1-0, vengono superati con la regola dei gol fuori casa in virtù della vittoria per 3-2 all'HSH Nordbank Arena grazie alle reti di Diego, Pizarro e Baumann. Per i tedeschi si tratta della prima finale in questa competizione e della seconda in assoluto a livello europeo.

### Tabella riassuntiva del percorso
Note: In ogni risultato sottostante, il punteggio della finalista è menzionato per primo. (C: Casa; T: Trasferta)
| Squadra          | Pt | G |
| ---------------- | -- | - |
| Barcellona       | 13 | 6 |
| Sporting Lisbona | 12 | 6 |
| Šachtar          | 9  | 6 |
| Basilea          | 1  | 6 |

| Squadra       | Pt | G |
| ------------- | -- | - |
| Panathīnaïkos | 10 | 6 |
| Inter         | 8  | 6 |
| Werder Brema  | 7  | 6 |
| Anorthōsis    | 6  | 6 |

## Descrizione della partita
Shakhtar Donetsk e Werder Brema si trovano allo Stadio Şükrü Saraçoğlu di Istanbul in una finale inedita, infatti entrambe le squadre sono alla loro prima finale di Coppa UEFA (per lo Shakhtar è la prima finale europea in assoluto, mentre per il Werder è la seconda).
Lo Shakhtar è il primo a rendersi pericoloso con Luiz Adriano che calcia di pochissimo a lato con il piede destro sfiorando il gol nei primi minuti. Al secondo tentativo, però, lo stesso attaccante brasiliano non sbaglia e con un pregevole pallonetto beffa Tim Wiese portando il risultato sull'1-0 per gli ucraini al 25'. Dieci minuti dopo il Werder Brema pareggia i conti con un calcio di punizione di Naldo dai 25 metri, su cui Andrij Pjatov è poco reattivo, tanto che respinge il pallone nella propria porta. Dopo un colpo di testa di poco a lato di Claudio Pizarro per il Werder ed un gran tiro da fuori area, ben parato da Wiese, da parte del centrocampista dello Shakhtar Mariusz Lewandowski; il primo tempo si chiude sull'1-1.
Il secondo tempo è quasi totalmente privo di emozioni, perciò sono necessari i tempi supplementari. Passati sette minuti dall'inizio del primo tempo supplementare, lo Shakhtar trova il gol del 2-1 con Jádson, che ribadisce in rete da posizione ravvicinata un cross rasoterra dell'instancabile Darijo Srna bucando Wiese, il quale non riesce ad allontanare la conclusione del brasiliano. La partita termina con lo Shakhtar Donetsk che si aggiudica la prima Coppa UEFA della sua storia, nonché suo primo titolo europeo. La formazione di Donetsk diventa anche la prima compagine ucraina ad ottenere un importante riconoscimento a livello di competizioni UEFA.

## Tabellino
| Arbitro: | Luis Medina Cantalejo |

|                             |           |           |
| Luiz Adriano 25’ Jádson 97’ | Marcatori | 35’ Naldo |

| Shakhtar Donetsk | Werder Brema |

### Formazioni
| Šachtar (4-2-3-1) |    |                     |     |      |
|                   |    |                     |     |      |
| POR               | 30 | Andrij Pjatov       |     |      |
| DIF               | 33 | Darijo Srna         | 57’ |      |
| DIF               | 5  | Oleksandr Kučer     |     |      |
| DIF               | 27 | Dmjtro Čigrinskij   |     |      |
| DIF               | 26 | Răzvan Raț          |     |      |
| CEN               | 18 | Mariusz Lewandowski | 77’ |      |
| CEN               | 7  | Fernandinho         |     |      |
| CEN               | 11 | Ilsinho             | 87’ | 100’ |
| CEN               | 22 | Willian             |     |      |
| CEN               | 8  | Jádson              |     | 112’ |
| ATT               | 17 | Luiz Adriano        |     | 90’  |
| Sostituzioni:     |    |                     |     |      |
| POR               | 12 | Rustam Chudžamov    |     |      |
| CEN               | 4  | Igor Duljaj         |     | 112’ |
| CEN               | 19 | Oleksij Gai         |     | 100’ |
| ATT               | 21 | Oleksandr Gladkij   |     | 90’  |
| DIF               | 32 | Mykola Iščenko      |     |      |
| DIF               | 36 | Oleksandr Čyžov     |     |      |
| ATT               | 99 | Marcelo Moreno      |     |      |
| Allenatore:       |    |                     |     |      |
| Mircea Lucescu    |    |                     |     |      |

| Werder Brema (4-4-2) |    |                    |      |      |
|                      |    |                    |      |      |
| POR                  | 1  | Tim Wiese          |      |      |
| DIF                  | 8  | Clemens Fritz      | 82’  | 95’  |
| DIF                  | 15 | Sebastian Prödl    |      |      |
| DIF                  | 4  | Naldo              |      |      |
| DIF                  | 2  | Sebastian Boenisch | 120’ |      |
| CEN                  | 25 | Peter Niemeyer     |      | 103’ |
| CEN                  | 22 | Torsten Frings     | 45’  |      |
| CEN                  | 6  | Frank Baumann      |      |      |
| CEN                  | 11 | Mesut Özil         |      |      |
| ATT                  | 24 | Claudio Pizarro    |      |      |
| ATT                  | 9  | Markus Rosenberg   |      | 78’  |
| Sostituzioni:        |    |                    |      |      |
| POR                  | 33 | Christian Vander   |      |      |
| DIF                  | 3  | Petri Pasanen      |      | 95’  |
| DIF                  | 5  | Duško Tošić        |      |      |
| CEN                  | 7  | Jurica Vranješ     |      |      |
| ATT                  | 14 | Aaron Hunt         |      | 78’  |
| CEN                  | 16 | Alexandros Tziolīs | 115’ | 103’ |
| ATT                  | 34 | Martin Harnik      |      |      |
| Allenatore:          |    |                    |      |      |
| Thomas Schaaf        |    |                    |      |      |